# Naw K’nyaw Paw
Naw K´nyaw Paw (även K´nyaw Paw), är en fredsaktivist uppvuxen i ett flyktingläger mellan Myanmar och Thailand. Hon tillhör folkgruppen karen, och är generalsekreterare för organisationen Karen Women´s Organization (KWO) som kämpar för mänskliga rättigheter i Burma. Organisationen har sen 2004 dokumenterat övergrepp som skett mot etniska minoriteter i Burma i samband med inbördeskriget. Sedan hon började arbeta med KWO har Paw bland annat arbetat i flyktingläger, likt det hon själv växte upp i, och utbildat både ungdomar och vuxna i frågor kring mänskliga rättigheter och ledarskap. 
Naw K´nyaw Paw, i sin roll som aktiv i KWO, var en av få i Burma som öppet fördömde de övergrepp som militären genomfört mot folkgruppen rohingyer år 2017.
År 2019 var Naw K´nyaw Paw en av pristagarna vid International Women of Courage Award.